# Glaucina puellaria
Glaucina puellaria là một loài bướm đêm trong họ Geometridae.